# Gelis terribilis
Gelis terribilis là một loài tò vò trong họ Ichneumonidae.